# 전열보병

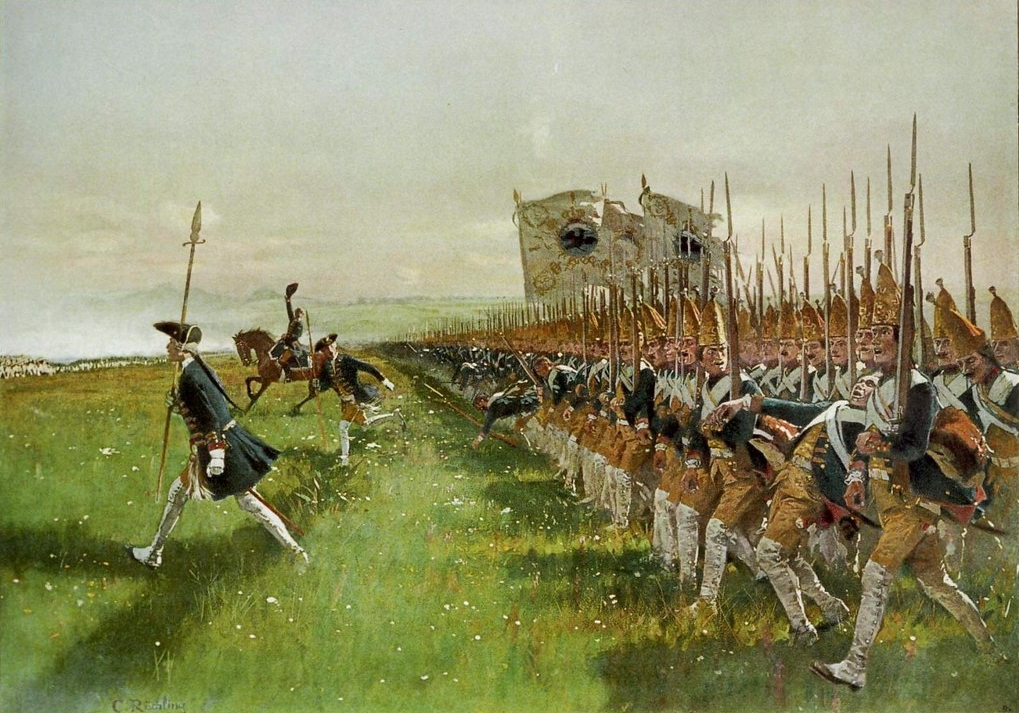
프리드리히 대왕의 최대 성취로 평가되는 1745년 호엔프리드베르크 전투에서 머스켓을 들고 행진중인 전열보병

전열보병(戰列步兵)은 머스켓을 든 소총수들이 일렬로 행진하면서 적을 향해 발포하는 보병이다. 머스켓은 재장전에 시간이 걸려서, 이러한 전술이 개발되었다.
화승총이 전장에 등장한 후, 이 초기 총들이 위력을 볼려면 집단으로 운용해야 했고, 그러면서 자연히 보병들이 밀집한 형태의 진형을 갖추는 것으로 발전했다. 테르시오 진형처럼, 초기에는 총병과 장창병이 함께 움직이는 전술을 사용했고, 장창병과 총병의 진형자체가 밀집과 집단 운용을 전제로 했기에 자연스럽게 질서정연하게 진형을 갖추고 포화를 주고받는 전장환경이 형성되기 시작했다.
전장환경의 변화로 기병의 랜스돌격이 전장에서 거의 사라진 후 사실상 기존의 장창이 가지던 효용성도 줄어들게 되었고, 점차 전장에서 사라지게 된다. 또한 잔존한 기병들도 보병화력의 증대로 보병에 대해 절대우위를 가늠할 수 없게 되었으며, 전장의 주역이 보병으로 옮겨간 후 총의 비율은 계속해서 높아져가 16세기 말에는 50%를 넘기기 시작했다.
머스켓의 시대에 들면서 플러그식 총검이 등장해 기존의 창이 가지던 임무는 자연스럽게 머스켓 소총에 적용되었다. 때문에 창과 총을 겸하는 당대 "최고의 무기"인 총으로 "최선의 전투방법"을 찾다보니 어느새 전열을 갖추고 사격을 주고받게 된 것이었다.
여기에 대포의 정확도와 구경이 증가하면서 이전처럼 밀집 대형을 이루면 순식간에 몇십명이 몰살당하게 되는 부분도 있었고, 창과 달리 총은 최대한 많은 수가 동시에 발사할 때 화력이 나오기 때문에 대형은 2~3열 정도로 얇아지면서 대신 횡대로 길게 늘어나게 되었다. 기술 발달로 장전 속도가 빨라져서 화승총 시대처럼 12열씩 늘어서지 않고도 3열 이내에서 순차적으로 장전-사격을 나눌 수 있게 된 점도 있다.

## 같이 보기
- 머스켓